# 新入站
新入站（日语：／ Shinnyū eki */?）是位於福岡縣直方市大字下新入521番1號，九州旅客鐵道（JR九州）的筑豐本線（福北豐線）車站。車站編號為JC20。

## 歷史
- 1989年（平成元年）3月11日 - 開設九州旅客鐵道[1]。
- 2009年（平成21年）3月1日 - 此站可以使用IC卡「SUGOCA」[2]。
- 2017年（平成29年）3月4日 - 若松站至此站之間（折尾站除外）10座站一同引入車站遠端資訊系統（Smart Support Station）（日语：駅集中管理システム）「ANSWER」[3][4]。

## 車站構造
車站是一座地面車站，設有2面2線的相對式月台。兩月台之間設有跨線橋連接。車站大樓的外形設計是取自曾經在筑豐地區運送煤炭時使用的小舟「五平太舟」。
此站是無人車站，設有簡易自動售票機和簡易SUGOCA閘機。此站可使用SUGOCA，但是不能購買SUGOCA，只可為SUGOCA增值。

### 月台
| 月台 | 路線     | 上下行 | 方向             |
| ---- | -------- | ------ | ---------------- |
| 1    | 福北豐線 | 下行   | 直方、新飯塚方向 |
| 2    | 福北豐線 | 上行   | 折尾、若松方向   |

## 使用狀況
在2018年度的1日平均乘車人次為368人。
| 上落車人次變化 | 上落車人次變化 | 乘車人次變化 |
| 年度           | 1日平均人次    | 1日平均人次  |
| -------------- | -------------- | ------------ |
| 2007年         | 649            |              |
| 2008年         | 666            |              |
| 2009年         | 662            |              |
| 2010年         | 718            |              |
| 2011年         | 727            |              |
| 2012年         | 776            |              |
| 2013年         | 824            |              |
| 2014年         | 792            |              |
| 2015年         | 846            |              |
| 2016年         | 860            |              |
| 2017年         |                | 376          |
| 2018年         |                | 368          |

## 車站周邊
車站位於直方市北部。車站東邊設有縣道27號線。曾經在站內東邊設有直方運輸中心（前・直方氣動車區），在路線電氣化之際，直方運輸中心遷移至直方站內。在直方氣動車區還存在時，職員會乘坐定期列車來往此站（氣動車區）與直方站之間。近年，車站周邊開設了超級市場和餐廳。
- 福岡縣道27號直方蘆屋線（日语：福岡県道27号直方芦屋線）
- 直方市立直方第三中學（日语：直方市立直方第三中学校）
- MaxValu（日语：マックスバリュ）直方新入店（站前）
- Sunlive（日语：サンリブ）直方︰在2016年秋天遷移至直方站前。
- 新入Power Town

## 相鄰車站
九州旅客鐵道（JR九州）
 福北豐線（筑豐本線）
■快速（只有下行班次）、■普通
筑前植木（JC21）－新入（JC20）－直方（JC19）

## 注腳
1. 1 2 3 4 5  . 週刊JR全駅・全車両基地 (朝日新聞出版). 2012-09-23, (07): 21 （日语）.
2. ↑  . 交通新聞 (交通新聞社). 2009-03-03: 1 （日语）.
3. ↑   (PDF) (新闻稿). 九州旅客鉄道. 2017-02-03  [2020-02-07]. （原始内容 (PDF)存档于2018-09-28） （日语）.
4. ↑  . 交通新聞 (交通新聞社). 2017-02-08: 1 （日语）.
5. ↑  SUGOCA 利用可能エリア （页面存档备份，存于）（日語） 九州旅客鐵道，截至平成28年3月26日（2016年10月5日參閲）。
6. 1 2   (PDF). 九州旅客鉄道.   [2019-08-05]. （原始内容存档 (PDF)于2020-03-15） （日语）.
7. ↑  直方統計（運輸・通信）JR九州使用狀況
8. ↑   (PDF). 九州旅客鉄道.   [2019-03-10]. （原始内容 (PDF)存档于2018-07-17） （日语）.

## 外部連結
- 新入（車站資訊） - 九州旅客鐵道（日語）